# 조이어클락
조이어클락은 대한민국의 음악 그룹이다. 2013년 1집 앨범 [착각]으로 데뷔했다.

## 피처링
- 헤이데이 <오늘 밤> (2018)